# 新営郡

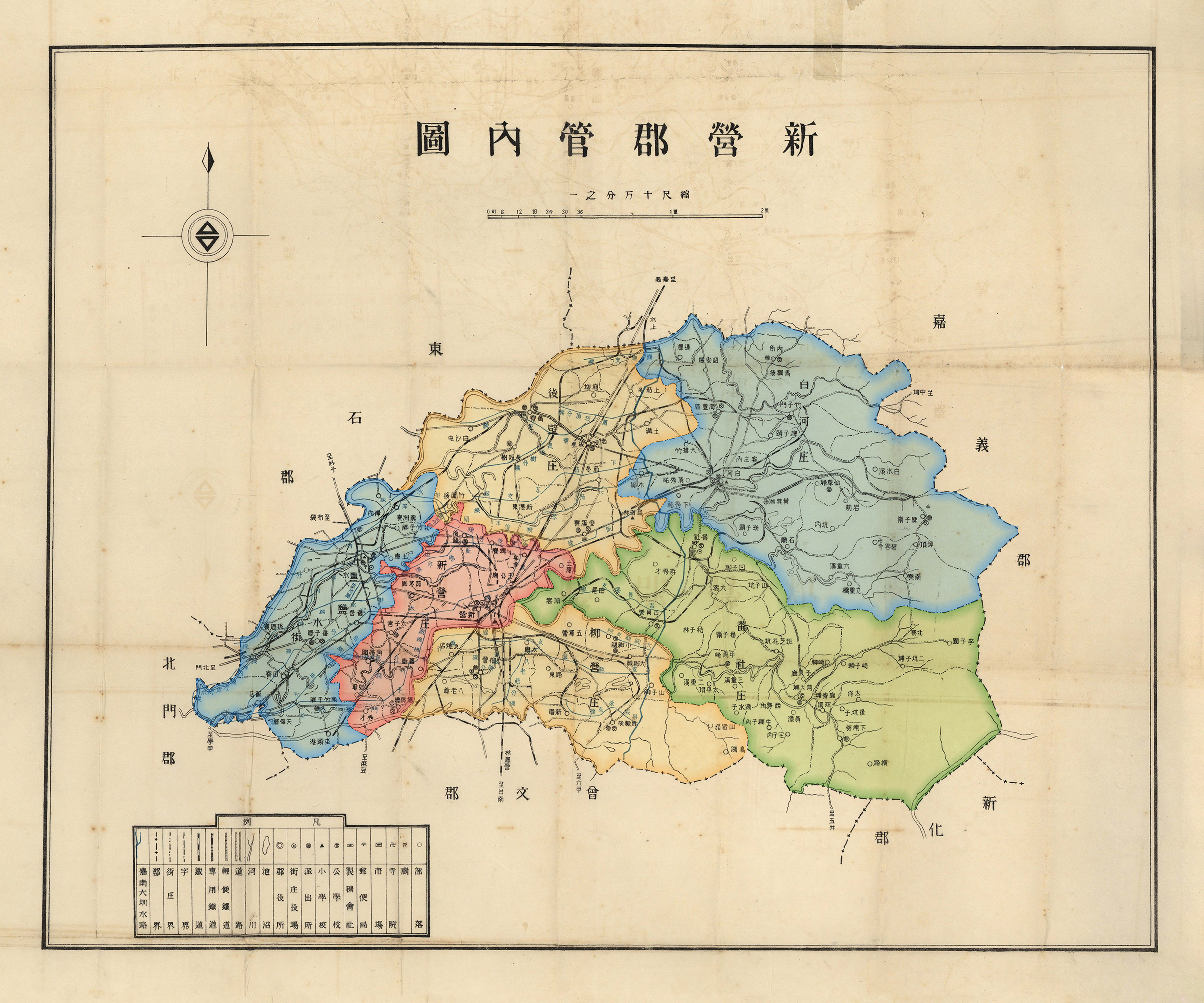
新営郡の地図

新営郡（しんえいぐん）は、日本統治時代の台湾に存在した行政区画の一つであり、台南州に属した。

## 概要
新営街、塩水街、白河街、柳営庄、後壁庄、番社庄の3街3庄を管轄し、郡役所は新営街に置かれた。郡域は現在の台南市新営区、塩水区、白河区、柳営区、後壁区、東山区に当たる。
1945年3月に重慶国民政府が策定した台湾接管計画綱要地方政制により曽文郡と合併し曽文県とする案があったが、政制の廃止により計画は消滅した。

## 歴代首長

### 郡守
- 塚越翠[1]
- 小林章[2]
- 酒井正之[3]
- 八丁春太郎[4]
- 川添修平[5]：1931年5月[6] -
- 楽満金次[7]
- 土居美水[8]
- 小笠原正[9]
- 林吉一[10]
- 金子義村[11]
- 秋本正[12]：1939年7月[13] -
- 重村文一[14]
- 古城邦嘉[15]